# Qian Haitao
Qian Haitao (chiń. 钱海涛; ur. 12 sierpnia 1996) – chiński zapaśnik walczący w stylu klasycznym. Olimpijczyk z Paryża 2024, gdzie zajął trzynaste miejsce w kategorii do 87 kg. 
Brązowy medalista mistrzostw świata w 2019, a także mistrzostw Azji w 2019. Trzeci na mistrzostwach Azji juniorów w 2016 roku.